# Бостонський душитель (фільм, 2008)
Бостонський душитель (англ. Boston Strangler: The Untold Story) — американський трилер 2008 року.

## Сюжет
Альберт Де Сальва — дрібний шахрай, який стає підозрюваним у справі про Бостонського душителя. Потрапивши під вплив свого співкамерника Френка, який чимало знає про вбивства, вони розробляють план, щоб отримати всю славу від убивств. Тим часом, детектив Джон Марсден намагається докопатися до правди.

## У ролях
| Актор            | Роль              |
| ---------------- | ----------------- |
| Девід Фаустіно   | Альберт Де Сальва |
| Ендрю Дівофф     | Джон Марсден      |
| Костас Соммер    | Френк Азарян      |
| Джо Торрі        | Артур Вінфілд     |
| Корін Немек      | Стюарт Вітмор     |
| Джен Ніколайсен  | Дженніфер Мітчем  |
| Джонні Ліска     | Майкл Де Сальва   |
| Кайа Колі        | Мішель Марсден    |
| Тара Шейн        | Клаудія Де Сальва |
| Бет Ши           | Яна Файнман       |
| Соня Кертіс      | Сондра Де Сальва  |
| Джон Горман      | Грег Фостер       |
| Тім Оман         | капітан Паркер    |
| Джек Стелін      | Фред Аддісон      |
| Джей Пікетт      | детектив Донован  |
| Сел Каталано     | детектив Спінеллі |
| Деніел Бонжур    | детектив Річі     |
| Рейчел Кемпел    | Сьюзен            |
| Мішель Томлінсон | офіцер            |
| Майкл Фейфер     | в'язень 1         |